# اسکار ویستینگ
اسکار ویستینگ (انگلیسی: Oscar Wisting; ۶ ژوئن ۱۸۷۱ – ۵ دسامبر ۱۹۳۶) گردشگر اهل نروژ بود. وی یک افسر نیروی دریایی نروژ و یکی از کاوشگران قطبی محسوب می‌گردید. او به همراه روئال آمونسن جزو نفراتی بود که در تلاش برای رسیدن به هر دو قطب شمال و جنوب بودند.

## نگارخانه

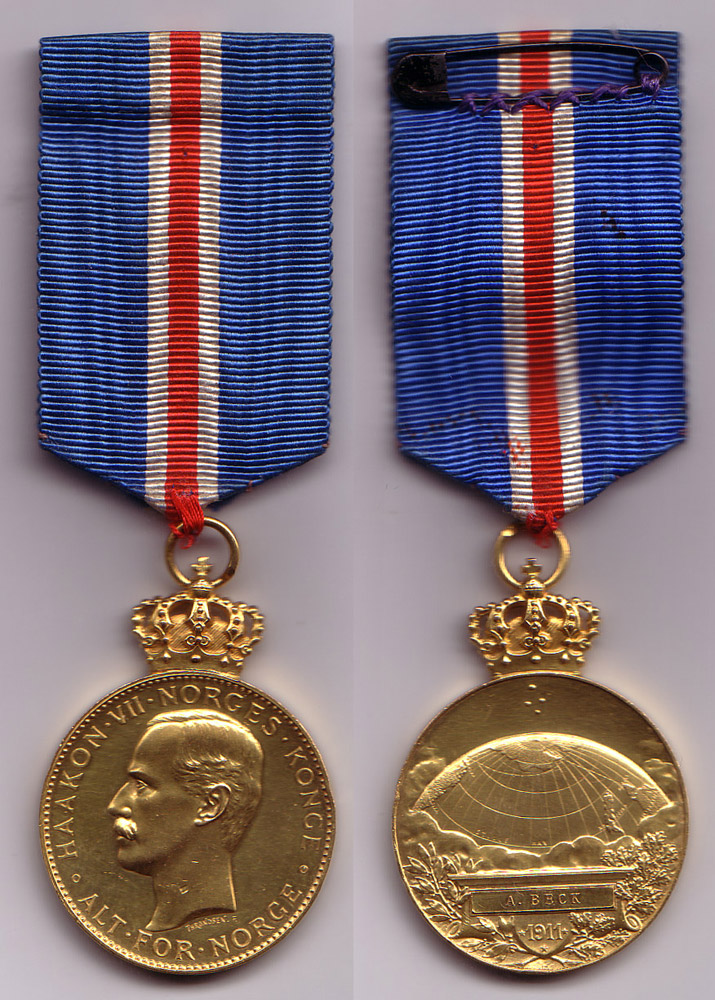
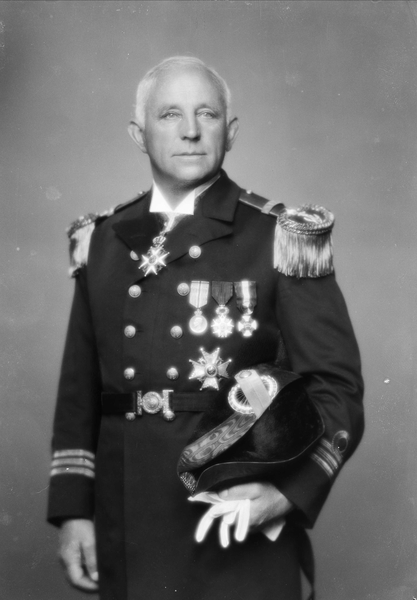